# 4104 Alu
A 4104 Alu (ideiglenes jelöléssel 1989 ED) a Naprendszer kisbolygóövében található aszteroida. Eleanor F. Helin fedezte fel 1989. március 5-én.